# Чуличкин, Илларион Фёдорович
Илларион Фёдорович Чуличкин (1915—2008) — старший сержант Рабоче-крестьянской Красной Армии, участник Великой Отечественной войны, Герой Советского Союза (1945).

## Биография
Илларион Чуличкин родился 10 апреля 1915 года в деревне Горяпино (ныне — Спасский район Рязанской области). После окончания десяти классов школы и школы фабрично-заводского ученичества проживал и работал в Ленинграде. В июле 1941 года Чуличкин был призван на службу в Рабоче-крестьянскую Красную Армию и направлен на фронт Великой Отечественной войны.
К январю 1945 года старший сержант Илларион Чуличкин командовал отделением 9-го отдельного инженерно-сапёрного батальона 52-й инженерно-сапёрной бригады 21-й армии 2-го Украинского фронта. Отличился во время освобождения Польши. 29 января 1945 года отделение Чуличкина, несмотря на вражеский огонь и ледяную воду, успешно построили мост через Одер в районе Бреслау. Когда группа немецких солдат прорвалась к строящемуся мосту, Чуличкин с товарищами уничтожил её и продолжил выполнять боевую задачу.
Указом Президиума Верховного Совета СССР от 10 апреля 1945 года старший сержант Илларион Чуличкин был удостоен высокого звания Героя Советского Союза с вручением ордена Ленина и медали «Золотая Звезда».
После окончания войны Чуличкин был демобилизован. Проживал и работал в Санкт-Петербурге. Умер 25 сентября 2008 года, похоронен на Большеохтинском кладбище Санкт-Петербурга.
Был также награждён орденами Отечественной войны 1-й степени, Красной Звезды, Славы 3-й степени, рядом медалей.